# Рав-кав
«Рав-кав» (ивр. רב-קו‎, букв. «много-линия» либо «много-маршрут») — многоразовая бесконтактная смарт-карта с сохранённой стоимостью для осуществления электронной оплаты проезда у различных операторов общественного транспорта по всему Израилю. «Рав-кав» можно использовать в общественном транспорте, в частности, во всех автобусных компаниях, на Кармелите, железной дороге в Израиле и некоторых линиях маршрутного такси и иерусалимском скоростном трамвае. Карточка «Рав-кав» может быть персональной, полуанонимной и анонимной.
«Рав-кав» был впервые представлен в августе 2007 года министерством транспорта. Начал работать 28 августа 2007 года в компании «Кавим» (автобусная компания, обслуживающая в основном Кирьят-Оно, Ор-Йехуду, Йехуд и Петах-Тикву, а также несколько городов в районе долины Изреель на севере Израиля).
На 2024 год «Рав-кав» — единственный способ оплаты проезда в автобусе и трамвае помимо мобильных приложений. Водители автобусов не принимают платы за проезд и не контролируют оплату проезда.
Зарядить карточку можно либо в одной из тысяч зарядных станций по всей стране, либо через приложение в мобильном телефоне.

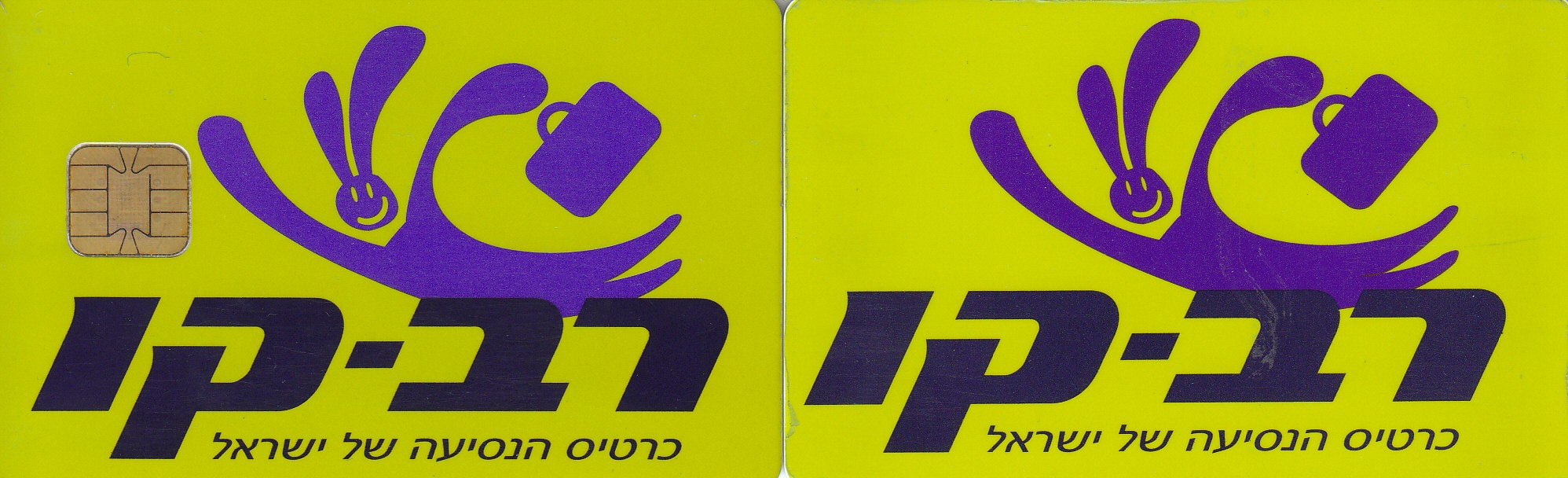
Карточка «Рав-кав» (слева с интегральной микросхемой, справа без неё)
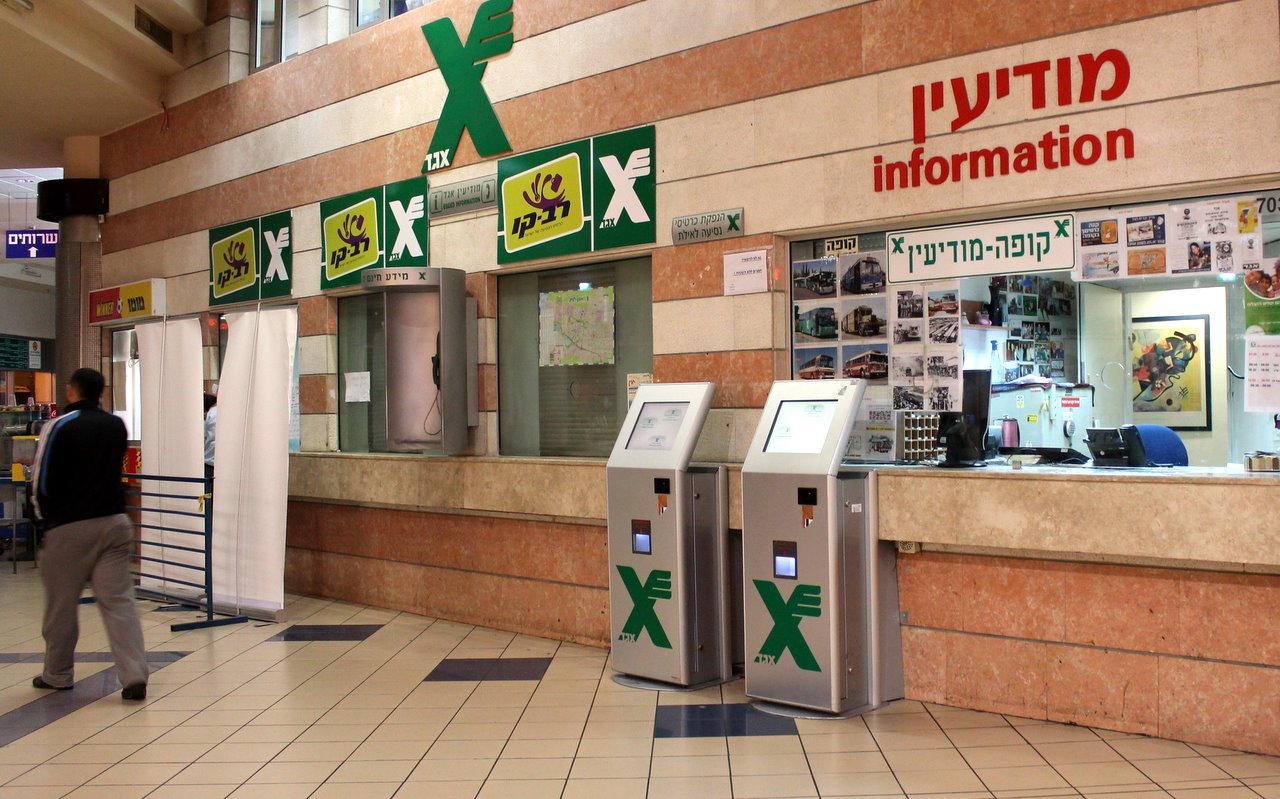
Офис обслуживания карточек Рав-Кав
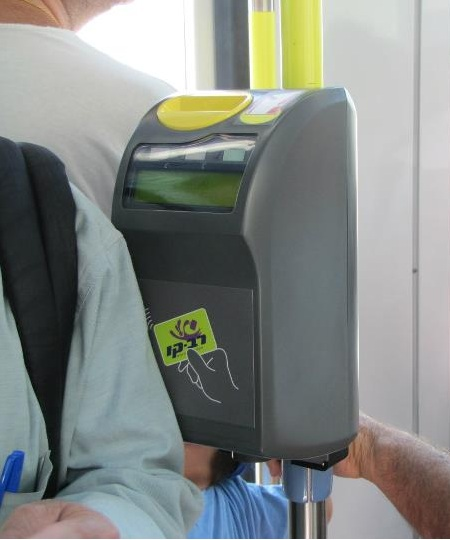
Автомат для оплаты проезда на иерусалимском трамвае